# August Jancke
August Martin Heinrich Jancke, auch Martin Heinrich August (* 29. Juli 1810 in Hamburg; † 3. November 1840 ebenda) war ein Hamburger Landschaftsmaler und Grafiker der Hamburger Schule.

## Leben
August Jancke war ein Schüler von Siegfried Detlev Bendixen und ein Vertreter der Hamburger Schule. Er schuf hauptsächlich Mondscheinlandschaften, die bei Hamburger Ausstellungen guten Anklang fanden. In den Jahren 1829 bis 1832 sowie 1834 wurden beim Kunstverein in Hamburg Gemälde von ihm verlost, darunter 1829 Mondschein, 1831 eine Ansicht der Wassertwiete, 1832 eine Ansicht des Hamburger Hafens im Mondschein und 1834 eine Ansicht der St. Johanniskirche. Am 17. September 1832 gründete er mit 14 weiteren Künstlern den Klub Hamburgischer junger Künstler, der bald in Hamburger Künstlerverein umbenannt wurde. Später trat er aus, doch am 6. August 1835 trat er wieder ein. Seine Hauptschaffensperiode umfasst den Zeitraum von 1829 bis 1833.
Aufgrund „unglücklicher Familienverhältnisse“ kam er körperlich und psychisch sehr herunter und verstarb am 3. November 1840 im Allgemeinen Krankenhaus St. Georg.
August Jancke ist mit Werken unter anderem in den Sammlungen der Hamburger Kunsthalle und des Museums für Hamburgische Geschichte vertreten.

## Werke (Auswahl)
(Fast nur Mondscheinlandschaften. Maße: Höhe × Breite)
- 18??: Das Berliner Tor, Lithografie[4]
- 18??: Die St. Johanniskirche, Ölgemälde – Hamburger Kunsthalle
- 1829: Das alte Johanniskloster, Ölgemälde – Hamburger Kunsthalle
- 1829: Elbgegend, Ölgemälde
- 1830: Die Schleuse in Schürbeck, Ölgemälde
- 1831: Ansicht der Uhlenhorst, in der Ferne Hamburg, Ölgemälde – Hamburger Kunsthalle
- 1831: Dienerreihe (in Hamburg), Öl auf Leinwand, 35 × 31 cm – Ehemaliger Bestand der Hamburger Kunsthalle[5] (1894 mit Mitteln des Vermächtnisses von Carl Heine von der Kunsthalle erworben).[6]
- 1831: Hof des St. Johannisklosters bei Mondschein, Öl auf Leinwand, 57,7 × 49 cm[7] – Hamburger Kunsthalle
- 1831: Die Ruinen der St. Johanniskirche, Ölgemälde
- 1831: Eine Ansicht der Wassertwiete, Ölgemälde
- 1831: Der alte Pulverturm am Schützenwall (heute Klosterwall), Ölgemälde
- 1831: Eine Ansicht der Sternschanze, Ölgemälde
- 1832: Eine Ansicht des Hamburger Hafens im Mondschein, Ölgemälde
- 1832: Eine Waldpartie bei Friedrichsruh, Ölgemälde
- 1833: Eine Waldpartie in Großhansdorf, Ölgemälde